# G14 (サミット)
G14（ジーフォーティーン）は、G8のアメリカ合衆国、日本、ドイツ、イギリス、フランス、イタリア、ロシア、カナダに、新たに新興国（BRICS、NEXT11）の中華人民共和国、ブラジル、インド、メキシコ、南アフリカ共和国、エジプトが加わる改革論である。

## 宣言
2007年2月16日に地球温暖化に取り組むとき協力するために合意に達し、人工の気候変動の存在が疑問を超えていて、放出キャップと炭素排出権取引適用の先進国と発展途上国の両方への地球規模のシステムがあるはずであると受け入れた。 グループは、それの第1段階が2012年で期限が切れる京都議定書に取って代わるために、これが2009年までに適所にある事を望んでいる。

## 財団
G8+5グループは、トニー・ブレアが主な新興独立国が会談に参加するよう誘った2005年に結成された。望みは、これがドーハで新鮮な起動力を貿易交渉に注ぐより強くて、より代表しているグループ、および気候変動の上で、より深い協力を達成する必要性を形成するだろうという事であった。ミーティングに続いて、国は将来「国際協力のための新しい発想」を建てるために見る共同声明を発行した。

## 制度化
ドイツの首相アンゲラ・メルケルは、G8国と5つの新興国との永久的な対話の完全な制度化が実行される「ハイリゲンダムの過程」の設立を発表した。2007年にニコラ・サルコジは「ブラジル、中国、インド、メキシコ、および南アフリカがG8のメンバーになるべきである」と提案した。2008年10月にフランスは、G8の拡張提案にエジプトを加えることを提案し、G14と命名された。しかし中国のような一党独裁国や、エジプトのような終身元首制度を持つ国の加盟に対する拒否的意見もある。

## 加盟国
G14には第二次世界大戦の連合国と枢軸国の主要国の一部、また国連の現在の常任理事国が揃っている。さらに国連公用語のスペイン語、中国語、アラビア語の公用語の国が加わる事になる。
- アメリカ合衆国
- 日本
- ドイツ
- イギリス
- フランス
- イタリア
- カナダ
- ロシア
- 中華人民共和国
- ブラジル
- インド
- メキシコ
- 南アフリカ共和国
- エジプト